# Heteranassa
Heteranassa là một chi bướm đêm thuộc họ Erebidae.

## Các loài
- Heteranassa fraterna J.B. Smith, 1899 (đồng nghĩa: Heteranassa minor J.B. Smith, 1899)
- Heteranassa mima Harvey, 1876